# BYD Seal 06 GT
La BYD Seal 06 GT est une berline compacte électrique à hayon du constructeur automobile chinois BYD produite à partir de 2024 en Chine.

## Présentation
La BYD Seal 06 GT est présentée le 27 août 2024 au salon de l'automobile de Chengdu.

## Caractéristiques techniques
La Seal 06 GT repose sur la plateforme technique e-Platform 3.0 Evo, dédiée aux véhicules électriques du constructeur chinois.

## Concept car
La BYD Seal 06 GT est préfigurée par le concept car BYD Ocean-M Concept présenté au salon de l'automobile de Pékin 2024.